# Panaxia fulgida
Panaxia fulgida là một loài bướm đêm thuộc phân họ Arctiinae, họ Erebidae.